# Sariarkhita-(Y)
La sariarkhita-(Y) o saryarkita-(Y) és un mineral de la classe dels fosfats. Originalment va ser anomenada simplement sariarkhita per la seva localitat tipus: Sariarkhà, el nom kazakh de la zona de les estepes del Kazakhstan Central. El sufix va ser afegit per l'IMA el 1987 per indicar el contingut d'itri del mineral.

## Característiques
La sariarkhita-(Y) és un fosfat de fórmula química Ca(Y,Th)Al₅(SiO₄)₂(PO₄,SO₄)₂(OH)₇·6H₂O. Es tracta d'una espècie aprovada per l'Associació Mineralògica Internacional, i publicada per primera vegada el 1964. Cristal·litza en el sistema tetragonal. La seva duresa a l'escala de Mohs es troba entre 3,5 i 4.
Segons la classificació de Nickel-Strunz, la saryarkita-(Y) pertany a «08.DO - Fosfats, etc, amb CO₃, SO₄, SiO₄» juntament amb els següents minerals: girvasita, voggita, peisleyita, perhamita, krasnoïta, micheelsenita, parwanita i skorpionita.

## Formació i jaciments
Va ser descoberta a Akkuduk, a l'estació de tren de Mointy, a Shet (Província de Kharagandí, Kazakhstan), on es troba en forma de cristalls minúsculs, semblants a agulles, i també massiva. Aquest indret és l'únic a tot el planeta on ha estat descrita aquesta espècie mineral.